# Someone like You (Adele)
Someone like You è un singolo della cantautrice britannica Adele, pubblicato il 24 gennaio 2011 come secondo estratto dal secondo album in studio 21.
Il singolo ha avuto un grande successo soprattutto nel Regno Unito, dove ha raggiunto la vetta della classifica dei singoli più venduti ed è diventato il primo singolo del decennio a superare il milione di copie vendute. Il brano ha raggiunto il primo posto anche in Irlanda, Australia, Nuova Zelanda, Repubblica Ceca, Stati Uniti, Italia e Vallonia. Il video di Someone like You, diretto da Jake Nava, è stato filmato a Parigi.

## Descrizione
Someone like You è una ballata guidata dal pianoforte e dalla voce di Adele. La cantante ha deciso di inserire il brano come traccia di chiusura dell'album 21 in quanto, come da lei stessa dichiarato, rappresenta una sintesi della tematica predominante all'interno del disco, ovvero la fine di una storia d'amore della stessa Adele.
Nel testo del brano la cantautrice immagina di rivedere l'uomo del quale è ancora innamorata, scoprendolo felice con una moglie.

## Premi
La canzone ha vinto un Grammy Award per la miglior performance solistica. Il riconoscimento è stato consegnato ad Adele durante la 54ª cerimonia di consegna dei Grammy, svoltasi il 12 febbraio 2012. In Francia Someone like You è stato inoltre premiato con un NRJ Music Award nel 2012 per la miglior canzone internazionale dell'anno.
Ai MOBO Awards 2011, la canzone aveva ricevuto la nomination nella categoria Best Song, mentre ai Q Awards dello stesso anno era in lizza per il premio Best Track e ai BRIT Awards 2012 è stato inserito in nomination per il premio come miglior singolo dell'anno.
Il brano è inoltre attualmente in nomination nella categoria PRS for Music Most Performed Work agli Ivor Novello Awards e nella categoria Top Rock Songs ai Billboard Music Awards.

## Promozione
Adele ha cantato dal vivo Someone like You in diverse occasioni. La prima esecuzione pubblica del brano è avvenuta nel novembre 2010, alcuni mesi prima della pubblicazione dell'album 21, durante lo show televisivo britannico Later... with Jools Holland.
Nel febbraio 2011 Adele ha poi interpretato il brano durante i BRIT Awards. L'esibizione, accompagnata solo dal pianoforte, è terminata tra le lacrime della cantante, la quale ha poi spiegato quanto accaduto dicendo: «ero molto emozionata alla fine perché sono stata abbastanza sopraffatta da tutto. Ho avuto una visione del mio ex, di lui che mi guardava da casa ridendo di me perché sapeva che io stavo piangendo per causa sua, immaginavo che stesse pensando 'Sì, lei è ancora legata a me'».
Il riscontro ottenuto dopo tale esibizione è stato molto positivo: il brano ha immediatamente raggiunto la prima posizione della classifica del Regno Unito, diventando il primo singolo della cantante ad ottenere questo risultato.
Nell'agosto 2011 Adele ha re-interpretato il brano agli MTV Video Music Awards. L'esibizione, accompagnata anch'essa dal pianoforte e dalla voce di Adele, ha ottenuto in America un riscontro molto positivo: il brano, in sole due ore, è schizzato alla terza posizione dell'iTunes statunitense, e alla seconda dell'iTunes canadese, per poi arrivare prima nelle classifiche iTunes dei singoli più venduti di entrambi gli store. In più il singolo arrivato prima alla posizione numero 19 nella Billboard Hot 100 per poi salire in prima posizione la settimana successiva.

## Video musicale
La regia del videoclip è stata affidata al regista britannico Jake Nava, già autore di video di successo per altre dive come Beyoncé, Mariah Carey e Dido.
Per buona parte del video la cantante passeggia lungo la Senna in una Parigi deserta e autunnale. All'inizio è possibile notare sullo sfondo il Pont des Invalides mentre il ponte dove Adele si ferma a riflettere interrompendo il sync è il Pont Alexandre III. È inoltre facilmente riconoscibile la Torre Eiffel in più di un fotogramma.
Esso è totalmente in bianco e nero e presenta una cornice nera anticata al fine di dare un tocco rétro al tutto mentre la tecnica di ripresa usata è quella del piano sequenza, infatti per la maggior parte di esso la sequenza è unica, senza tagli di montaggio tranne che per la parte finale.
Il look dell'artista è quello elegante che da sempre la contraddistingue. Adele indossa un cappotto moderno di colore nero, stretto in vita ed ha i capelli lunghi, in parte raccolti sulla nuca, il trucco è marcato solo negli occhi. Il clima della città francese, ventoso e nuvoloso, rispecchia perfettamente il mood della canzone e dell'interpretazione, malinconica e nostalgica. Non sono presenti figuranti se non alla fine, dove si vede un ragazzo in controluce andarsene per la sua strada.
La versione utilizzata nel video è la stessa contenuta nell'album 21 (2011). Il video è stato pubblicato per la prima volta su VEVO in data 29 settembre 2011 ed ha ricevuto prontamente critiche positive in tutto il mondo tanto da essere considerato da molti un vero capolavoro.
È uno dei video che ha ottenuto la certificazione Vevo.

## Tracce
Download digitale
1. Someone like You – 4:45 (Adele Adkins, Dan Wilson)
2. Someone like You (Live from the BRITs) – 5:10 (Adele Adkins, Dan Wilson)

## Cover
- Il cast del telefilm Glee ha pubblicato una cover del brano, in un mash up con un'altra traccia dell'album 21 Rumors Has It. Il brano ha debuttato alla dodicesima posizione della classifica statunitense.[34]
- Un'altra cover del brano è presente nell'EP Distratto (2012) di Francesca Michielin, vincitrice della quinta edizione italiana di X Factor.
- Nel 2013, il cantante Valerio Scanu, incide una cover del brano, facente parte del suo primo album dal vivo, Valerio Scanu Live in Roma.

## Successo commerciale

### Regno Unito e Irlanda
Il brano ha ottenuto un notevole successo di vendite a livello internazionale. Subito dopo la pubblicazione di 21, l'album dal quale il singolo è tratto, Someone like You ha fatto il proprio ingresso nella classifica britannica, debuttando al trentaseiesimo posto. Dopo altre due settimane trascorse fuori dalle prime trenta posizioni della classifica, il singolo ha ottenuto un massiccio aumento di vendite, provocato principalmente dall'esecuzione del brano da parte della cantante durante la cerimonia di premiazione dei BRIT Awards 2011. Nella sua quarta settimana, Someone like You ha così venduto circa 112 000 copie, diventato il primo singolo della cantante inglese a raggiungere la vetta della classifica di vendita del Regno Unito, grazie ad un salto di quarantasei posizioni rispetto alla precedente rilevazione.
Nella stessa settimana, il precedente singolo di Adele, Rolling in the Deep, risultava essere al quarto posto della stessa classifica, mentre i primi due album della cantante, 19 e 21, occupavano rispettivamente il quarto ed il primo posto della Official Albums Chart. Adele è così diventata la prima artista dopo i Beatles ad ottenere in vita un doppio piazzamento tra i primi cinque posti delle due diverse classifiche stilate dalla Official Charts Company.
Il singolo ha conservato il primo posto in Regno Unito anche nelle tre settimane successive, prima di essere superato da Don't Hold Your Breath di Nicole Scherzinger. Someone like You ha riconquistato la vetta nella settimana successiva, ottenendo così il primo posto per la quinta ed ultima volta. Nel luglio 2011, Someone like You è diventato il sedicesimo brano a superare la soglia di un milione di copie vendute in Regno Unito a partire dal 2000. Il brano è poi risultato essere il più venduto del 2011, con 1 242 000 copie vendute nel paese d'origine della cantante.
Anche in Irlanda il brano è risultato il più venduto del 2011. Il debutto di Someone like You nella Irish Singles Chart è avvenuto in concomitanza con la pubblicazione dell'album, quando il singolo è entrato direttamente al diciannovesimo posto. Nella settimana seguente ai BRIT Awards, il brano è passato dal ventiseiesimo al nono posto, per poi salire in seconda posizione nel corso della settimana del 25 febbraio 2011, superato per meno di duecento copie da Price Tag di Jessie J e B.o.B.. Il 4 marzo 2011, Someone like You è riuscito invece a conquistare la prima posizione della classifica, diventano il primo brano di Adele ad ottenere tale risultato in Irlanda.
Il singolo ha in seguito conservato la vetta per un totale di sei settimane consecutive, risultato che era stato raggiunto per l'ultima volta nel 2009 da I Gotta Feeling dei Black Eyed Peas.
Con oltre 1.50.000 download digitali, è risultato il singolo più venduto nel Regno Unito a livello digitale.

### Europa continentale
Nella primavera 2011, il singolo ha iniziato ad ottenere posizioni di rilievo anche in varie classifiche dell'Europa continentale. In particolare, il 28 maggio 2011 Someone like You ha raggiunto la top 10 della Mega Single Chart, piazzandosi al sesto posto. Il brano ha poi ottenuto il suo miglior piazzamento in classifica durante la seguente settimana, quando ha raggiunto il secondo posto dietro a Happiness, singolo di debutto di Alexis Jordan. Durante la trentaquattresima settimana del 2011, Someone like You è poi risultato il brano più trasmesso dalle radio in Repubblica Ceca, secondo quanto riportato dalla sezione locale dell'International Federation of the Phonographic Industry.
In buona parte d'Europa il singolo è stato però pubblicato in radio solo alcuni mesi più tardi, e perciò il suo massimo successo è stato raggiunto durante l'autunno dello stesso anno. Someone like You ha raggiunto il primo posto in Francia a ventisei settimane dal proprio esordio in classifica, che era avvenuto durante l'aprile 2011. In seguito il brano è ritornato al vertice della classifica compilata per conto del Syndicat national de l'édition phonographique, conservandolo per un totale di cinque settimane non consecutive.
Someone like You ha riscosso un particolare successo anche in Italia, dove ha raggiunto il primo posto della Top Singoli grazie alle vendite totalizzate nel corso della settimana conclusasi il 25 settembre 2011. Dopo un periodo complessivo della durata di undici settimane consecutive al primo posto, il singolo si è poi rivelato essere il più venduto dell'anno, secondo i dati raccolti per conto della Federazione Industria Musicale Italiana.
A partire dall'ottobre dello stesso anno, il singolo ha trascorso anche quattro settimane al primo posto della classifica svizzera, due al numero uno della classifica finlandese e una in vetta alla Ultratop 40, facente riferimento alle vendite nella regione belga della Vallonia. Il singolo si è inoltre fermato al secondo posto nelle classifiche di Austria, Fiandre e Danimarca e al terzo di quella svedese.

### America settentrionale

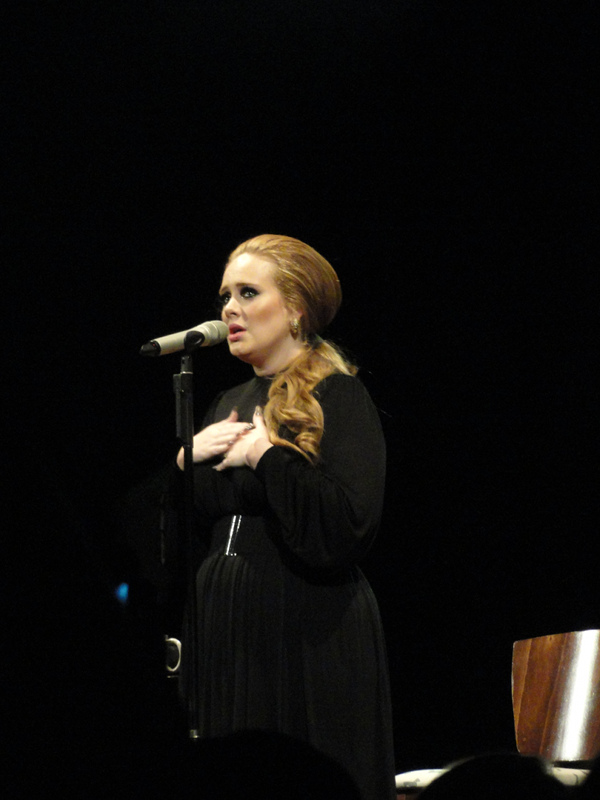
Adele durante la performance del brano a una tappa del suo secondo tour a Seattle.

Negli Stati Uniti, il brano ha debuttato nella Billboard Hot 100 subito dopo la pubblicazione di 21, quando ha debuttato in quarantacinquesima posizione con circa 51 000 copie grazie alle diverse esibizioni del brano da parte della cantante in alcune trasmissioni televisive americane. Il brano è rientrato in classifica nel luglio dello stesso anno, toccando la novantasettesima posizione.
Dopo aver eseguito il brano nel corso degli MTV Video Music Awards 2011, l'interesse nei confronti del brano è salito improvvisamente, tanto che il 7 settembre 2011 il singolo è arrivato al primo posto della classifica, risalendo dal diciannovesimo della settimana precedente grazie a 275 000 copie vendute, corrispondenti ad un incremento di vendite del 191%, e a 46.000.000 di ascolti radiofonici, risultanti da una crescita del 59% rispetto alla precedente settimana. Someone like You è diventato così il secondo singolo della cantautrice inglese ad arrivare al primo posto negli Stati Uniti, dopo il precedente estratto da 21, ovvero Rolling in the Deep. Someone like You è inoltre la prima ballata ad arrivare in vetta alla Hot 100 dopo Take a Bow di Rihanna, che aveva ottenuto tale risultato il 24 maggio 2008.
In seguito la canzone è tornata in vetta alla Hot 100, fino a trascorrere in totale cinque settimane al primo posto della classifica stessa.
Nei primi sei mesi del 2012, il singolo ha venduto 1 320 000 copie negli Stati Uniti.
In Canada il brano ha debuttato al trentacinquesimo posto della Billboard Canadian Hot 100 del 12 marzo 2012. Così come accaduto negli Stati Uniti, l'interesse per il brano è cresciuto nel mese di settembre. Nella settimana del 10 settembre 2011, Someone like You ha così compiuto il proprio debutto nella top 10 canadese, entrandovi al nono posto, per poi raggiungere la seconda posizione nella settimana successiva. Il brano ha in seguito mantenuto tale posizione per altre quattro settimane, senza però mai riuscire a raggiungere la vetta della classifica.

### Australia e Nuova Zelanda
Il brano ha ottenuto un notevole successo anche nelle classifiche relative alla zona dell'Australasia. Dopo aver debuttato nella settimana del 7 marzo 2011 al novantunesimo posto della classifica australiana curata dall'Australian Recording Industry Association, il brano è uscito e rientrato dalla classifica, continuando ad occupare posizioni di scarso rilievo per alcuni mesi. Nella settimana iniziata il 13 giugno 2011, il singolo ha poi raggiunto il quarto posto, entrando così per la prima volta in top 5. Due settimane più tardi, Someone like You ha raggiunto il primo posto della classifica, mantenendolo poi per un totale di sette settimane consecutive. Il brano è rimasto tra le prime cinquanta posizioni della classifica fino ai primi mesi del 2012.
In Nuova Zelanda il singolo ha invece debuttato il 9 maggio 2011, ottenendo il ventiseiesimo posto nella classifica della Recording Industry Association of New Zealand. Nelle settimane successive ha poi gradualmente scalato posizioni, fino a raggiungere il primo posto per cinque settimane non consecutive nei mesi di giugno e luglio 2011.

## Classifiche

### Classifiche settimanali
| Classifica (2011-21)             | Posizione massima |
| -------------------------------- | ----------------- |
| Australia                        | 1                 |
| Austria                          | 2                 |
| Belgio (Fiandre)                 | 2                 |
| Belgio (Vallonia)                | 1                 |
| Brasile                          | 1                 |
| Canada                           | 2                 |
| Corea del Sud                    | 9                 |
| Danimarca                        | 2                 |
| Europa                           | 1                 |
| Finlandia                        | 1                 |
| Francia                          | 1                 |
| Germania                         | 4                 |
| Giappone                         | 43                |
| Grecia                           | 8                 |
| Irlanda                          | 1                 |
| Islanda                          | 1                 |
| Italia                           | 1                 |
| Messico                          | 7                 |
| Norvegia                         | 5                 |
| Nuova Zelanda                    | 1                 |
| Paesi Bassi                      | 2                 |
| Panama                           | 121               |
| Polonia                          | 1                 |
| Portogallo                       | 1                 |
| Romania                          | 2                 |
| Regno Unito                      | 1                 |
| Repubblica Ceca                  | 1                 |
| Slovacchia                       | 4                 |
| Spagna                           | 4                 |
| Stati Uniti                      | 1                 |
| Stati Uniti (adult contemporary) | 1                 |
| Stati Uniti (adult top 40)       | 1                 |
| Stati Uniti (dance club)         | 24                |
| Stati Uniti (latin pop)          | 6                 |
| Stati Uniti (pop)                | 2                 |
| Sudafrica                        | 55                |
| Svezia                           | 3                 |
| Svizzera                         | 1                 |
| Ungheria                         | 5                 |

### Classifiche di fine anno
| Classifica (2011) | Posizione |
| ----------------- | --------- |
| Australia         | 4         |
| Austria           | 31        |
| Belgio (Fiandre)  | 5         |
| Belgio (Vallonia) | 10        |
| Canada            | 16        |
| Danimarca         | 17        |
| Germania          | 49        |
| Irlanda           | 1         |
| Italia            | 1         |
| Nuova Zelanda     | 3         |
| Paesi Bassi       | 10        |
| Regno Unito       | 1         |
| Romania           | 69        |
| Spagna            | 39        |
| Stati Uniti       | 24        |
| Svezia            | 4         |
| Svizzera          | 9         |
| Ungheria          | 44        |
| Classifica (2012) | Posizione |
| Austria           | 61        |
| Belgio (Fiandre)  | 30        |
| Belgio (Vallonia) | 15        |
| Canada            | 42        |
| Francia           | 15        |
| Italia            | 11        |
| Paesi Bassi       | 90        |
| Spagna            | 12        |
| Stati Uniti       | 43        |
| Svezia            | 41        |
| Svizzera          | 12        |
| Ungheria          | 83        |
| Classifica (2021) | Posizione |
| Regno Unito       | 81        |
| Classifica (2023) | Posizione |
| Regno Unito       | 87        |